# 潘濬
潘濬（？—239年），字承明，武陵漢壽人，漢末三國時代東吳重臣，官至太常，與東吳後期左丞相陸凱齊名。蜀漢重臣蔣琬的表弟。

## 生平

### 早年事績
潘濬二十歲時師事於宋忠，並受到建安七子之一的山陽人王粲賞識，因而知名，不到三十歲就被劉表任命為江夏太守黃祖從事。當時沙羨縣長貪污腐敗，被潘濬審查處死，全郡驚恐。後擔任湘鄉縣令，治理頗有名聲。
208年赤壁之戰後，劉備統治荊州，任命潘濬為治中從事。211年去入蜀後又將潘濬留下管理荊州事務。
潘濬與關羽不睦。建安二十四年（219年），孫權背盟，派軍襲殺關羽，奪佔荊州，當時荊州將官全都歸附東吳，唯獨潘濬卻稱疾不見。孫權親自登門拜訪，潘濬涕淚交橫，伏床不起，孫權以觀丁父、彭仲爽等俘虜出身的楚地先賢為例安慰潘濬，又派人以手巾幫他擦臉，潘濬才下地拜謝，並將荊州軍事部署詳細告訴孫權，被拜為輔軍中郎將，之後又升遷至奮威將軍，封常遷亭侯，奮武中郎將芮玄死後統領他的軍隊，屯夏口，之後主要與陸遜屯駐武昌，管理荊州事務。

### 平定蠻夷
武陵從事樊伷企圖煽動五溪蠻夷將武陵獻給劉備，孫權詢問潘濬，潘濬認為派五千人就夠了，孫權問為何輕視他，潘濬回答：「樊伷頗能賣弄唇舌，實際上卻沒有辯論之才，先前曾為州中人士準備宴會，但是到了中午都還沒有東西吃，十幾個人就自行離開了，這就如同只看到侏儒的一部份，就可以得知全貌一樣。」孫權大笑，派遣潘濬統領五千人前往，果然斬殺平定樊伷。樊伷企圖叛吳降蜀時，時任零陵北部都尉的習珍趁機打算勾結樊伷，並自號為邵陵太守，於是孫權派潘濬討伐習珍。樊伷失敗後潘濬欲勸降習珍，習珍堅決反對歸吳選擇自盡。
孫權稱帝後，官拜少府，進封劉陽侯，隨後又擔任太常，黃龍三年（231年）二月，帶著呂岱、施績、呂據、鍾離牧等，率領五萬人平定五溪蠻夷的叛亂。潘濬治軍嚴明，斬殺、俘虜的敵軍數以萬計，是以五溪蠻夷衰弱，一方寧靜。當時驃騎將軍步騭屯漚口，請求招募諸郡以增加兵力。孫權問潘濬意見，潘濬說：「豪將在民間，耗亂為害，加上步騭有名有勢，是被身邊的人諂媚，因此不可同意。」於是孫權聽從潘濬的建議。

### 為官正直
孫權喜歡射雉，潘濬勸諫，孫權說：「上次與你相別後，就沒有像以前那麼常射雉了。」潘濬說：「天下未定，有很多事務要處理，射雉又不是什麼要緊事。弦和弓壞了都能造成傷害，請您為臣停止這種行為。」接著就親手將用雉雞羽毛做的車蓋弄壞，於是孫權就戒了射雉的喜好。
潘濬奉行法律而不畏他人議論，如中郎將豫章人徐宗雖然是名士，但放縱部下，不奉節度，於是潘濬殺了他。潘濬亦觀人於微，降臣隱蕃以辯才而令豪傑向他交好，潘濬之子潘翥也跟他結交，潘濬知道後，寫信痛罵兒子一頓，當時的人都覺得潘濬莫名其妙，直到隱蕃圖謀叛變被殺，眾人才信服。
235年，潘濬的表哥蔣琬升任蜀漢大將軍，有間諜謠傳潘濬派遣密使聯絡蔣琬，打算投奔蜀漢。武陵太守衛旌上表告訴孫權，孫權說：「承明不會做這種事。」並且免除衛旌官位。
孫權寵信校事呂壹，呂壹為人刻薄，用法嚴酷，又操弄權勢，潘濬與陸遜對於他的作為有所憂慮，說到傷心處還以淚洗面，感到不安恐懼。呂壹門客犯法，被建安太守鄭冑收押並且烤問至死，呂壹懷恨在心，誹謗鄭冑，孫權大怒，召回鄭冑，有賴潘濬、陳表請命才釋放。
236年，呂壹彈劾丞相顧雍和左將軍朱據，二人下獄。黃門侍郎謝厷問呂壹：「顧公的事如何？」呂壹回答：「情況不太可能好。」謝厷又問：「那麼顧公被免職，誰會代替他？」呂壹沒回答，謝厷說：「會不會是潘太常？」呂壹良久才說：「你說的很有可能。」謝厷說：「潘太常恨你切齒，只是路遠沒機會。他一旦接替顧公，恐怕明天就打擊你。」呂壹大為害怕，於是顧雍的事便不了了之。
潘濬為人剛正不阿，請求朝見孫權想極力勸諫，聽說太子孫登早就說過多次不被接受，於是大宴請百官，打算宴殺呂壹，事跡敗露，呂壹藉病不去。潘濬每次見孫權力陳呂壹奸險，使呂壹受到的寵幸逐漸衰微，最後呂壹被誅。
重安縣長陳留人舒燮因罪下獄，潘濬因为和他有过节，坚持想处决他，多人劝解，他都不听。孫權堂姪绕帐督孫鄰藉舒燮先人舒邵兄弟以情義聞名劝解，说一旦中原人打听舒邵后人的消息却被告知被潘濬杀了怎么办，潘濬才打消念頭。
赤烏二年（239年）潘濬逝世，兒子潘翥繼承爵位。

## 子女
- 潘翥，字文龍，潘濬之子，騎都尉，後代領兵。[6]
- 潘祕，潘翥弟，官至尚書僕射，荊州大公平。娶孙权甥女陈氏。
- 潘氏，潘濬之女，嫁給建昌侯孫慮。

## 評價
陳壽：「潘濬公清割斷，陸凱忠壯質直，皆節概梗梗，有大丈夫格業。」（《三国志·卷六十一·吴书十六·潘濬陆凯传第十六》）
步騭：「丞相顧雍、上大將軍陸遜、太常潘濬，憂深責重，志在謁誠，夙夜兢兢，寢食不寧，念欲安國利民，建久長之計，可謂心膂股肱，社稷之臣矣。宜各委任，不使他官監其所司，責其成效，課其負殿。此三臣者，思慮不到則已，豈敢專擅威福欺負所天乎？」（《三国志·卷六十一·吴书十六·潘濬陆凯传第十六》）
陸機：「政事則顧雍、潘濬、呂範、呂岱以器任幹職。」（《辨亡论》）
楊戲：「古之奔臣，禮有來逼，怨興司官，不顧大德。靡自匡救，倍成奔北，自絕于人，作笑二國。」（《三国志·卷四十五·蜀书十五·邓张宗杨传第十五》）
苏辙：「权克荆州，将吏悉降，而浚独坚卧不屈，权舆致之，浚伏床而泣，悲不自胜，其于所事，何其厚也。既而樊伷欲以武陵自拔归蜀，浚为权画策，自将讨平之，其于所厚，又何薄也。意者在君为君有，不得不然者乎？吾闻乐毅去燕适赵，赵欲与之伐燕，毅泣曰：‘昔之事燕，犹今之事赵也。毅若获戾，放于他国，终身不敢谋赵之徒隶，况其国乎。’使乐毅愚人也，则可乐，毅少知事君，则浚不得为无罪矣。」（《历代名贤确论·卷五十七》）
萧常：「濬逞憾于舒燮，岱滥刑于士民，鲂谲诈以成功，牧矫激以取名，固不足道。然濬切齿奸人，岱倾心益友，而赞不以疾发而志于勋业，亦可尚也。」（《续后汉书》）
郝经：「潘濬方严疾恶，义形于色，梗梗有大节，有吴之栋石也。」（《续后汉书》）
胡三省：「郝普、麋芳、傅士仁之在吴，未有所闻也，而潘濬所以自见者，与陆逊、诸葛瑾班，识者当于此而观人。」（《资治通鉴·卷第六十八·汉纪六十》）

## 民間藝術
小說《三國演義》中的描述，王甫說潘濬“多忌而好利，不可任用”，呂蒙襲荊州後，潘濬繼任治中，掌荊州事。然而史書中潘濬在失荊州後稱病不見孫權，並以敗軍之將為由而哭泣，這說明潘濬有知恥之心。

## 延伸阅读
[在维基数据编辑]
 《三國志·卷61》，出自陳壽《三國志》